# Уоллес, Дуэйн
Дуэйн Леон Уоллес (англ. Dwane Leon Wallace; 29.10.1911, Белмонт, Канзас, США — 21.12.1989, Уичито, Канзас, США) — американский предприниматель и авиаконструктор. Президент и председатель совета директоров Cessna Aircraft Company с 1935 по 1970 годы.

## Биография
Дуэйн Леон Уоллес родился 29 октября 1911 г. в Белмонте, Канзас, США, в семье врача Юджина Уоллеса и его жены Грейс. Он был их вторым сыном. Ранее родился его старший брат Дуайт, а позже — брат Дин и сестра Дорин. По материнской линии они приходились племянниками авиаконструктору Клайду Сессне.
С ранних лет Дуэйн увлёкся авиацией. В 10 лет мальчик впервые поднялся в небо со своим дядей на биплане Swallow OX-5.
В 1929 году Уоллес поступил в Муниципальный университет Уичито, один из трех в стране, предлагающих в то время степень бакалавра области авиационной техники. В 1933 году Дуэйн стал одним из первых выпускников университета в области авиационной техники.
Три месяца после завершения обучения он работал инженером в Beech Aircraft Company.
В 1932 году компания его дяди Cessna Aircraft приостановила работу из-за финансовых трудностей. В том же году Уоллес получил лицензию пилота.
В январе 1934 г. Дуэйн Уоллес убедил Сессну реорганизовать компанию и взять его на работу генеральным директором. Сам Клайд Сессна при этом стал президентом компании, а его сын Дуайт — секретарем.
В том же году Уоллес сконструировал более современный самолёт Cessna C-34 Airmaster.
Два года спустя Сессна ушел в отставку, президентом компании стал Уоллес. При этом Дуэйн выполнял также обязанности инженера, продавца и пилота компании. Он занимал президентский пост до 1964 года, после чего стал председателем совета директоров Cessna Aircraft Company. В 1975 году Уоллес ушел в отставку и со своей женой Вельмой занялся благотворительной деятельностью. В частности он учредил в Уичитском университете образовательную программу Wallace Scholars Program для одарённых студентов-инженеров.
Тем не менее, Уоллес до 1983 года оставался членом совета директоров и консультантом в Cessna Aircraft, получая 75 000 долларов в год. После спора со своим преемником Рассом Мейером оборвал связи с компанией.
21 декабря 1989 года Дуэйн Уоллес умер от осложнений после операции на сердце в медицинском центре Уэсли в Уичито.

### Семья
В сентябре 1941 года Дуэйн женился на Вельме Лант. У них было четыре дочери: Линда, Карен, Диана и Сара (Фара).

## Награды
- 1975 — Медаль Дэниела Гуггенхайма. Уоллес стал первым человеком из сферы авиации общего назначения, получившим эту награду[5].
- 1981 — Мемориальный трофей братьев Райт[англ.], за его «выдающееся руководство, технические инновации, инженерное управление и государственную службу, способствующие развитию авиации в Соединенных Штатах»[4].
- 1990 — введён в Зал славы канзасской авиации, посмертно.
- 2012 — введён в Зал славы национальной авиации в Дайтоне, Огайо, посмертно[3].
- 2013 — помещён в список журнала Flying[англ.] «51 Героев Авиации» под номером 11[6].